# Петер, Йорг
Йорг Петер — немецкий легкоатлет, который специализировался в марафоне. Бронзовый призёр чемпионата Европы 1978 года в беге на 3000 метров. На олимпийских играх 1980 года занял 6-е место на дистанции 10 000 метров. Победитель чемпионатов Восточной Германии в беге на 5000 метров в 1976, 1977, 1978 и 1980 годах, в марафоне в 1985 году с результатом 2:12.32 и в беге на 10 000 метров в 1977 году. Бежал марафон на Олимпиаде 1988 года, но не смог закончить дистанцию.

## Достижения
- 1984:  Токийский марафон — 2:10.57
- 1985:  Лейпцигский марафон — 2:12.32
- 1987:  Кошицкий марафон — 2:14.59
- 1987:  Фукуокский марафон — 2:11.22
- 1988:  Токийский марафон — 2:08.47 — NR
- 1989:  Лейпцигский марафон — 2:31.38
- 1990:  Гамбургский марафон — 2:11.49
- 1990:  Берлинский марафон — 2:09.23
- 1991:  Гамбургский марафон — 2:10.43
- 1992:  Роттердамский марафон — 2:11.01